# إيهاب زاهدة
إيهاب زاهدة هو مخرج وممثل مسرحي فلسطيني، ولد في الخليل. تخرج هو وورفاقه من بيت الضيافة في مدينة غزة، بحضور الشهيد الرمز الرئيس ياسر عرفات بعد أربع سنوات، فكانت نقطة تحوّل بالنسبة له، ليعمل بعدها على تدريب عدد من الكوادر المسرحية في فلسطين. كما حصلَ على الدبلوم العالي في التمثيل من برنامج التدريب الخاصّ في معهد يوم المسرح الهولندي الفلسطيني (1997-2001)، وحصل على الدبلوم العالي في دراسة استكمالية بعنوان قياس الدراما في التعليم وأثرها من جامعة غداينسك في بولندا عام 2006.

## بدايته
عمل زاهدة في مجال الآلات الموسيقية والسمعية كفني صوت، إضافة إلى تأجيره لهذه المعدات لطالبيها. ولم يستكمل إيهاب تعلم العزف على الجيتار في بيت لحم، بسبب المخاطرعلى الطرقات ما بينها وبين الخليل. ثم أصبح مع الوقت يأخذ على عاتقه تنظيم المؤثرات الصوتية المرافقة لبعض الأعمال المسرحية غير المنتظمة، بل إنه كان المسؤول عن التجهيزات الصوتية الخاصة بزيارة الرئيس الشهيد ياسر عرفات إلى الخليل للمرة الأولى بعد عودته إلى أرض الوطن، قبل أن يبلغ زاهدة عمر العشرين.
بعد ذلك عُرض عليه الالتحاق بدورات للتكوين المسرحي، والتعليم العملي في الفنون المسرحية مع فنان وخبير هولندي مهّد له الطريق من فلسطين إلى أوروبا عبر إقامات فنية لمراكمة الخبرة، والاطلاع على التجارب المسرحية هناك كهولندا، وبلجيكا، وألمانيا.

## حياته العملية
كانت أول أعمال إيهاب الإخراجية المسرحياً في عام 2003، لمجموعة من الشبّان، بالاتكاء على نصوص مجموعة قصصية لغسان كنفاني، حملت اسم المجموعة “السرير رقم 12″، وما قبل هذه التجربة كان ممثلاً أو مساعد مخرج أو حتى مراقباً، وطوال هذه السنوات كانت الظروف صعبة، ولكنه الشغف، وهو ما دفعه للتمثيل في قرابة ستة عشر إلى سبعة عشر عملاً مسرحياً ما بين العامين (1997-2008)، علاوة على إخراج عدة أعمال لفئتي الأطفال والشباب، بالإضافة إلى دراسة استكمالية في بولندا متخصصة في قياس الدراما بالمجتمع وأسس فن الأداء والحركة وغيرها العام 2006.
أسس زاهدة مسرح "نعم" عام 2008 مع الفنانيين محمد الطيطي ورائد الشيوخي، وهو المسرح الأول والوحيد في محافظة الخليل، وهم من عملوا كمجموعة مسرحية قبل تأسيس المسرح على بناء جمهوره، وفي عام 2013 كان الظهور العربي الأول للمسرح بعرض في مهرجان أيام قرطاج المسرحية، كما كانت زينب فرحات زوجة المخرج التونسي الكبير توفيق الجبالي أول من عرف وعرّف عن أعمال “نعم” عربياً. بالإضافة إلى تقديمهم مسرحية “خيل تايهة” للمرة الأولى عام 2014 في مهرجان المسرح الأردني، الذي شكل ولا يزال يشكل بوابة للمسرح الفلسطيني لجهة الانطلاق بأعمالهم عربياً، ومن ثم فازت المسرحية بجائزة أفضل عمل مسرحي في مهرجان المسرح العربي العام 2015.
كما مثل في العديد من الأعمال المسرحية التي حققت حضوراً محلياً لافتاً كـ “الولد الماشي”، و”النصف الآخر”، و”المجنون”، و”في المكان”، و”بلا عنوان”، و”الزيارة”، وغيرها، ممن تجاوز عدد عروض بعضها المئة عرض، لتتواصل المسيرة الإبداعية مخرجاً وممثلاً وكاتباً مسرحياً أيضاً، وصولاً إلى “خيل تايهة” و”ثلاثة في واحد” و”نفس المشكلة” و”ألعاب في المخيم”، وأخيراً “بيدرو والنقيب”، والقائمة تطول.
هو أيضا عضو شبكة الفنون الأدائيّة الفلسطينيّة، وعضو اللّجنة العُليا في مهرجان المسرح الوطني الفلسطيني الدورة الثانية عام 2019، وعضو لجنة التحكيم لمهرجان المسرح العربي للهيئة العربيّة للمسرح الدورة الثانية عشر عام 2020 في الأُردن.

## صعوبات بداياته
لقد عانى إيهاب منذ بداياته من صعوبات عدة، منها صعوبة العمل كفنان في مدينة الخليل، التي تعاني أيضاً من استهداف احتلالي واضح، ومن استيطان يتوسع بشكل فاقع وبوتيرة متسارعة، ومن حواجز عسكرية تحول دون وصول جمهور ليس فقط من المدن الفلسطينية الأخرى، بل في كثير من الأحيان من البلدات والقرى القريبة جغرافياً، لكن شعارهم الذي ما زالوا يسيروا عليه هو الإصرار، والقناعة.
بالإضافة إلى أنه عندما قرر تقديم أول عمل مسرحي له مع رفاقه بالخليل، لم يأت لحضور المسرحية إلا أربعة أشخاص فقط، على الرغم من الحشد الذي جمعوه، لكن مع ذلك قانوا بتقديم العرض. ولكن شيئاً فشيئاً ارتفعت الوتيرة، وعملوا على التأثير بالمحيطين، ومن ثم توسيع دائرتهم، وهكذا استطعنا أن يصلوا إلى ما هم عليه الآن.
أكد زاهدة على أنه من الصعوبات التي واجهها في أعماله المسرحية الأولى تقديمه أدواراً نسوية وذكورية قد لا تناسب عمره، منها أدوار لمسنين بينما كان يافعاً، ولكن بعد التعليم والتدريب المكثف بما لا يقل عن ثماني ساعات يومياً اختلفت الصورة، وأصبح يبحث عما هو أفضل، وما هو راقٍ وعميق، فكانت تجربته الإخراجية الاحترافية الأولى عام 2006 في “الحارس” لهارولد بنتر.